# 小行星20366
小行星20366（20366 Bonev）是一颗绕太阳运转的小行星，为主小行星带小行星。该小行星于1998年5月19日发现。

## 轨道参数
小行星20366的轨道半长轴为411 063 325 km，2.7477495 UA，离心率为0.183。